# Eastern Flames Football Club
Le Eastern Flames FC (en arabe : نادي شعلة الشرقية) est un club de football féminin basé à Dhahran en Arabie saoudite.

## Histoire
Le Eastern Flames FC est fondé en 2006 par l'entreprise Saudi Aramco. L'équipe est alors constituée de joueuses américaines, britanniques et saoudiennes et entraînée par Kaye Smith.
Comme le football féminin n'est pas développé en Arabie saoudite, le club se tourne vers des compétitions bahreïnies. Après avoir participé à un tournoi caritatif en 2009, puis un tournoi de mi-saison en 2010, il rejoint le championnat de Bahreïn en 2011,, et remporte la compétition en 2013.
Le club organise également des tournois à Dhahran, où il invite d'autres clubs saoudiens.
En 2019, le club participe à un tournoi organisé à Al-Aïn par le Conseil de coopération du Golfe, où il affronte des équipes des Émirats arabes unis et de Bahreïn, mais perd tous ses matches.
En 2020, quand le championnat d'Arabie saoudite est créé, les Flames rejoignent la compétition. Le club remporte systématiquement le championnat de la province de l'Est de 2020 à 2022,.

## Palmarès
- Champion de Bahreïn (1) :
  - Vainqueur en 2013
- Champion de la province de l'Est (3) :
  - Vainqueur en 2020, 2021 et 2022